# 玉山平藓
玉山平藓（学名：[Neckera morrisonensis] 错误：{{Lang}}：文本有斜体标记（帮助））为平藓科平藓属下的一个种。